# Belloppia evansi
Belloppia evansi är en kvalsterart som beskrevs av Hammer 1968. Belloppia evansi ingår i släktet Belloppia och familjen Oppiidae. Inga underarter finns listade.